# Incidente de la cabila de Anyera
El incidente de la cabila de Anyera se produjo el 10 de agosto de 1859, cuando miembros de esta tribu del Rif, en protesta por la construcción de un nuevo fortín cerca del enclave español de Ceuta, en el norte de África, destruyen parte de las obras. Los cabileños arrancan de la piedra que marcaba el límite del campo, el escudo de España.

## Consecuencias
Este incidente, reportado con indignación por el gobernador militar de Ceuta, se convierte en un auténtico casus belli para España, donde se pone en marcha una campaña patriótica pidiendo que se declare la guerra a Marruecos a fin de lavar la ofensa al honor herido.
Para financiar la campaña militar que se vislumbraba, se puso en marcha una suscripción "popular" para recaudar dinero para pagar los gastos de guerra, donde incluso la reina  Isabel II ofreció sus joyas.
Finalmente, después de una serie de ultimátums, en medio de este ambiente de exaltación patriótica, el gobierno del general Leopoldo O'Donnell declara la guerra al Sultán del Marruecos. España atacó las fuerzas marroquíes llevando a cabo operaciones militares de cierto impulso que desembocaron en la batalla de los Castillejos, la toma de Tetuán (1860) y la firma de los tratados de 1860, Tratado de Paz y de Amistad entre España y Marruecos o de Wad-Ras y 1861.
Mediante estos tratados, España obtuvo las siguientes concesiones:
- Ampliación de los límites de los enclaves españoles en el norte de África de Ceuta y Melilla.
- Se concede a España el territorio de «Santa Cruz de Mar Pequeña», identificado con Sidi Ifni, para instalar un establecimiento pesquero.
- Se impone a  Marruecos una indemnización de 100 millones de francos-oro, garantizados por la ocupación española de Tetuán.
- Compromiso por parte de Sultán de Marruecos a firmar un tratado comercial ya facilitar el establecimiento diplomático español en Fez.